# Flávio David Barra
Flávio David Barra é um empresário brasileiro, presidente global da AG Energia, que pertence ao grupo Andrade Gutierrez. Flávio é Diretor Geral da unidade de negócios de energia da Andrade Gutierrez desde 1 de janeiro de 2008 e foi apontado pelos procuradores do Ministério Público Federal como o representante da Andrade nas reuniões do cartel, subscreve o contrato fraudulento de consultoria entre a Andrade Gutierrez e a Deutschebras Comercial, no esquema de corrupção da Petrobras.

## Prisão e bloqueio de bens
Flávio foi preso em 28 de julho de 2015 na 16ª fase da Operação Lava Jato, batizada de "Radiotividade". No mesmo dia da operação, o juiz Sergio Moro determinou o bloqueio de R$ 20 milhões das contas de Flávio Barra.
Em 20 de agosto, Flávio David Barra, foi transferido da carceragem da Polícia Federal em Curitiba para o Complexo Médico Penal, em Pinhais, na Região Metropolitana de Curitiba. Flávio está preso desde 28 de julho, quando foi deflagrada a 16ª fase da Operação Lava Jato.